# 拖把错
拖把错，又名拖把湖，位于西藏那曲双湖县措哲乡，是一座面积10平方千米的盐湖，湖面海拔4830米。拖把错的湖水矿化度为271.47克/升，pH值为6.05，盐湖水化学成分为氯化物型。湖岸有少量含泥沙石盐沉积:58。